# Modulador seletivo do receptor de estrógeno
Os moduladores seletivos do receptor de estrógeno ou estrogênio (MSREs - sua sigla em inglês é SERMs) pertencem a uma classe de medicação que age no receptor de estrógeno. Uma característica que diferencia estas substâncias dos agonistas receptores e antagonistas é de que sua ação é diferente em vários tecidos, desse modo garantido a possibilidade de seletivamente inibir ou estimular a ação estrógenas em vários tecidos.

## Membros
Seus membros são:
- clomifeno
- raloxifeno
- tamoxifeno
- toremifeno
- basedoxifeno
- lasofoxifeno
- ormeloxifeno